# Peter Prelleur
Peter Prelleur (* Dezember 1705 in London; † 25. Juni 1741 ebenda) war ein englischer Organist, Cembalist, Komponist und Musiktheoretiker.

## Leben
Prelleur war französischer Abstammung und wurde vermutlich am 16. Dezember 1705 in der französischen Kirche in der Threadneedle Street getauft. In London arbeitete er in seiner Jugend als Schreiber.
Um 1728 wurde er zum Organisten von St. Alban in der Wood Street gewählt und erhielt kurz darauf ein Engagement als Cembalist am Goodman’s Fields Theatre, das er bis zur Aufhebung des Theaters durch den Theatrical Licensing Act im Jahr 1737 behielt. Dazu gehörte, dass er auch Pantomimen und gelegentlich Schauspielmusiken komponierte. Im Jahr 1730 veröffentlichte er The Modern Musick Master, or, the Universal Musician mit einer Einführung in den Gesang, Anleitung zum Spielen von Blockflöte, Querflöte, Piccoloflöte, Violine und Cembalo, einer kurzen Geschichte der Musik und einem musikalischen Wörterbuch. 1735 wurde er zum ersten Organisten der Christ Church in Spitalfields gewählt. Nach der Schließung des Goodman’s Fields Theatre wurde er für ein neu eröffnetes Vergnügungslokal namens New Wells in der nahegelegenen Leman Street engagiert, für das er einige Lieder und ein Zwischenspiel mit dem Titel Baucis und Philemon komponierte, sowie einige Lieder und Duette, deren Partituren er veröffentlichte. Fünf Kirchenlieder (englisch hymns) von ihm wurden in eine Sammlung von vierundzwanzig Melodien aufgenommen, die 1758 von einem Organisten namens Mr. Mose unter dem Titel Divine Melody veröffentlicht wurde. In dieser Veröffentlichung wird er als bereits verstorben bezeichnet.

## Werke

### Kompositionen (Auswahl)
- 1730: Harlequin Hermit, or The Arabian Courtezan. Pantomime, uraufgeführt 1739 im New Wells.
- 1740: Baucis and Philemon. Interludium, uraufgeführt am 7. April 1740 im New Wells, veröffentlicht in: The songs and duets in Baucis and Philemon as they are now performed at the New Wells in Goodman's Fields. London 1740.
- 1741: Harlequin Student, or The Fall of Pantomime. Pantomime, uraufgeführt am 3. März 1741 im New Wells.
- 5 Hymns. In: Mose (Hrsg.): Divine Melody in 24 Choice Hymns. London 1758.
- 2 Medley Overtures, a 7. N° 5–6 in: 6 Medley or Comic Overtures. London 1763.
- Patron of the tuneful nine. Ode an die hl. Cäcilia für Sopran, gemischten Chor, 2 Trompeten, 2 Hörner, 2 Oboen, Streicher und basso continuo.

### Musiktheoretische Werke
- The Modern Musick-Master, or The Universal Musician. London, 1730.
  - Alexander Hyatt King (Hrsg.): The Modern Musick-Master, or The Universal Musician (= Documenta Musicologica. Reihe 1, Bd. 27). Bärenreiter-Verlag, Kassel u. a. 1965 (Nachdruck).